# Takahiro Mitsuyoshi
Takahiro Mitsuyoshi（japonais : みつよしたかひろ Mitsuyoshi Takahiro, chinois : 光吉孝浩）est un réalisateur japonais de films documentaires.

## profil
Takahiro Mitsuyoshi étudie à l'université Waseda à Tokyo, puis devient photographe et réalisateur de programmes télévisés, après avoir obtenu son diplôme. En 2007, il participe au Contents Creation Science Program de l'université de Tokyo. Son premier film en tant que réalisateur est Blue Symphony,,, présenté en avant-première au Festival international du film de Tokyo en 2008. À partir de 2010, il participe au programme JICA de la province du Guangxi en Chine. Il réalise en collaboration avec des étudiants chinois un court-métrage recueillant des témoignages de victimes du séisme de 2011 de la côte Pacifique du Tohoku.

## références
1. ↑  The Internet Movie Database (IMDb) https://www.imdb.com/name/nm3173638/
2. ↑  2008 21thTokyo International Film Festival natural TIFF supported by TOYOTA　 "Blue Symphony"
3. ↑  « Blue Symphony »(Archive.org • Wikiwix • Archive.is • Google • Que faire ?)
4. ↑  l'histoire:Jacques Mayol,Le plus célèbre plongeur. Juste avant son suicide, il a souvent visité Karatsu. Ce film montre sa relation avec le beau paysage et de la musique.

## liens externes
- « Takahiro Mitsuyoshi » (présentation), sur l'Internet Movie Database